# کیم چانمی (خواننده)
کیم چانمی (به انگلیسی: Kim Chanmi) (زاده ۱۹ ژوئن ۱۹۹۶) خواننده اهل کره جنوبی است.او عضو گروه دخترانه ای او ای است.
او به عنوان بهترین عضو گروه ای او ای تحت نظر FNC Entertainment شناخته شده است.

## زندگی نامه
چانمی در 19 ژوئن 1996 در گومی ، کره جنوبی متولد شد . چانمی زمانی که ۱۰ سال داشت پدر و مادرش از هم جدا شدند و او اکنون با مادرش زندگی میکند . او در سن نوجوانی به کلاس رقص رفت و یک اجرا رقص در خیابان های گومی اجرا کرد . مادرش یک سالن مو افتتاح کرد تا چانمی تصمیم به تبدیل شدن به ایدول برای کمک به وضعیت مالی مادرش داشته باشد . او در کمپانی FNC استخدام شد و عضو مدرسه راهنمایی FNC Entertainment شد .

## حرفه
در ۳۰ جولای ۲۰۱۲ برای اولین بار به عنوان عضو ای او ای در Mnet m شناخته شد.آنها اولین البوم خود را داستان فرشتگان و عنوان اهنگ الویس را منتشر کردند.
همچنین چانمی بخشی از زیر ای او ای کریم به همراه یونا و هه‌جونگ است.زیر گروه اولین تیزر خود را در تاریخ ۱ فوریه ۲۰۱۶ منتشر کردند.ای او ای کریم اولین موزیک ویدیو خود را در تاریخ ۴ فوریه منتشر کردند.

## دیسکوگرافی
| سال  | عنوان             | آهنگ           | مدت زمان | هنرمند          |
| ---- | ----------------- | -------------- | -------- | --------------- |
| 2019 | فرمول عشق 11M OST | "یک فرصت دیگر" | 03:49    | همراه یون سانها |

## فیلم شناسی
| سال  | نام                            | نقش           | یادداشت  |
| ---- | ------------------------------ | ------------- | -------- |
| 2016 | روی قلبت کلیک کن               | به اسم خودش   | وب دراما |
| 2016 | هنرمند                         | به اسم خودش   |          |
| 2016 | چه خبر با این بچه ها           | گیوم هه-را    | وب دراما |
| 2017 | پدرم عجیبه                     | به اسم خودش   |          |
| 2018 | قلعه آسمان                     | به اسم خودش   | Ep.3—4   |
| 2019 | فرمول عشق 11m                  | جی یون        | وب دراما |
| 2020 | The Genome Romance             | جانگ هیونگ-می | وب دراما |
| 2020 | AI, Her                        | جو-ری         | دراما    |
| 2020 | Office Today, Romance Tomorrow | کانگ هه-می    | وب دراما |